# Kanton Graulhet
Der Kanton Graulhet ist seit 1790 ein französischer Wahlkreis im Arrondissement Castres im Département Tarn in der Region Okzitanien. Hauptort ist Graulhet. Im Zuge der Kantonsreform 2015 wurde der Kanton unverändert belassen.

## Gemeinden
Der Kanton besteht aus sieben Gemeinden mit insgesamt 17.814 Einwohnern (Stand: 1. Januar 2022) auf einer Gesamtfläche von 132,18 km²:
| Gemeinde        | Einwohner 1. Januar 2022 | Fläche km² | Dichte Einw./km² | Code INSEE | Postleitzahl |
| --------------- | ------------------------ | ---------- | ---------------- | ---------- | ------------ |
| Briatexte       | 1.948                    | 15,00      | 130              | 81039      | 81390        |
| Busque          | 719                      | 8,38       | 86               | 81043      | 81300        |
| Graulhet        | 13.275                   | 56,75      | 234              | 81105      | 81300        |
| Missècle        | 98                       | 5,77       | 17               | 81169      | 81300        |
| Moulayrès       | 216                      | 8,85       | 24               | 81187      | 81300        |
| Puybegon        | 646                      | 19,01      | 34               | 81215      | 81390        |
| Saint-Gauzens   | 912                      | 18,42      | 50               | 81248      | 81390        |
| Kanton Graulhet | 17.814                   | 132,18     | 135              | 8112       | –            |

Bis zur landesweiten Neuordnung der französischen Kantone im März 2015 besaß der Kanton einen anderen INSEE-Code als heute, nämlich 8113.